# Route 316 (Nouvelle-Écosse)
Pour les articles homonymes, voir Route 316.
La route 316 est une route secondaire de la Nouvelle-Écosse d'orientation nord-ouest/sud-est située dans le sud-est de la province. Elle est une route faiblement empruntée, traversant une région isolée de la Nouvelle-Écosse. De plus, elle mesure 122 kilomètres, soit une des plus longues routes secondaires de la province, et est une route asphaltée sur l'entièreté de son tracé.

## Tracé
La route 316 débute à Lower South River, sur la Route Transcanadienne, la route 104, 20 kilomètres à l'est d'Antigonish. Elle se dirige vers le sud-ouest pendant 28 kilomètres, jusqu'à Goshen, où elle croise la route 276. Elle suit ensuite la rivière Country Harbour, en pointant vers le sud-est, puis croise la route 211 à Isaacs Harbour North. Elle suit ensuite la rive de l'ocèan Atlantique pour 50 kilomètres en étant une route sinueuse. Elle se termine sur la route 16 à Half Island Cove, à l'ouest de Canso .

## Communautés traversées
1. Lower South River
2. Saint-Andrews
3. Frasers Mills
4. Upper South River
5. Loch Katrine
6. Argyle
7. Goshen
8. Eight Island Lake
9. Fisher Mills
10. Country Harbour Lake
11. Country Harbour Cross Roads
12. Country Harbour Mines
13. Middle Country Harbour
14. Stormont
15. Isaacs Harbour North
16. Goldboro
17. Drum Head
18. Seal Harbour
19. Coddles Harbour
20. New Harbour West
21. Larry's River
22. Charlos River
23. Port Felix
24. Port Felix East
25. Upper Whitehead
26. Half Island Cove